# 종사 (관직)
종사(從事/从事)는 한국과 중국에서 사용하던 관직이다. 한국의 경우 조선에서 주로 천민 출신들이 맡는 파진군(破陣軍) 소속의 종8품직으로 화포와 화약의 제조 및 운영에 대한 일을 했다.